# Jarosław Kuryłowicz
Jarosław Stefan Kuryłowicz (ur. 16 kwietnia 1905 we Lwowie, zm. 25 lipca 1990) – polski inżynier elektryk. 
Był bratem Jerzego i Włodzimierza Kuryłowiczów. Ukończył Gimnazjum im. Jana Długosza we Lwowie. Absolwent z 1936 Politechniki Lwowskiej. W latach 1932-35 pracował jako asystent prof. Włodzimierza Krukowskiego w Laboratorium Elektrotechnicznym Politechniki Lwowskiej. Po studiach, do 1939, pracował w przedsiębiorstwie „Polska Poczta, Telegraf, Telefon” jako referendarz, następnie do 1941 w Instytucie Politechnicznym we Lwowie jako konstruktor elektrycznych przyrządów pomiarowych, zaś w latach 1942-1944 w Dyrekcji Kolei we Lwowie jako pomiarowiec w dziale kablowym. W sierpniu 1945 przyjechał do Wrocławia, gdzie został zaangażowany przez Dyrekcję Miejskiej Elektrowni na stanowisko kierownika Wydziału Liczników. Po dwóch latach zrezygnował z pracy w Elektrowni i w lipcu 1947 r. podjął pracę w Politechnice Wrocławskiej jako adiunkt w Katedrze Techniki Wysokich Napięć. W 1953 został samodzielnym pracownikiem naukowym. Prowadził prace badawcze i wykłady z miernictwa magnetycznego i precyzyjnego oraz technologii materiałów oporowych i magnetycznych. W 1962 monografię Badania materiałów magnetycznych. W 1964 otrzymał tytuł profesora nadzwyczajnego. Prorektor Politechniki Wrocławskiej (1955-1956 i 1961-1969). Za osiągnięcia naukowe, dydaktyczne i organizacyjne otrzymał Złoty Krzyż Zasługi, Krzyż Kawalerski Orderu Odrodzenia Polski, Złotą Odznakę Politechniki Wrocławskiej. Został pochowany na Cmentarzu św. Wawrzyńca we Wrocławiu.

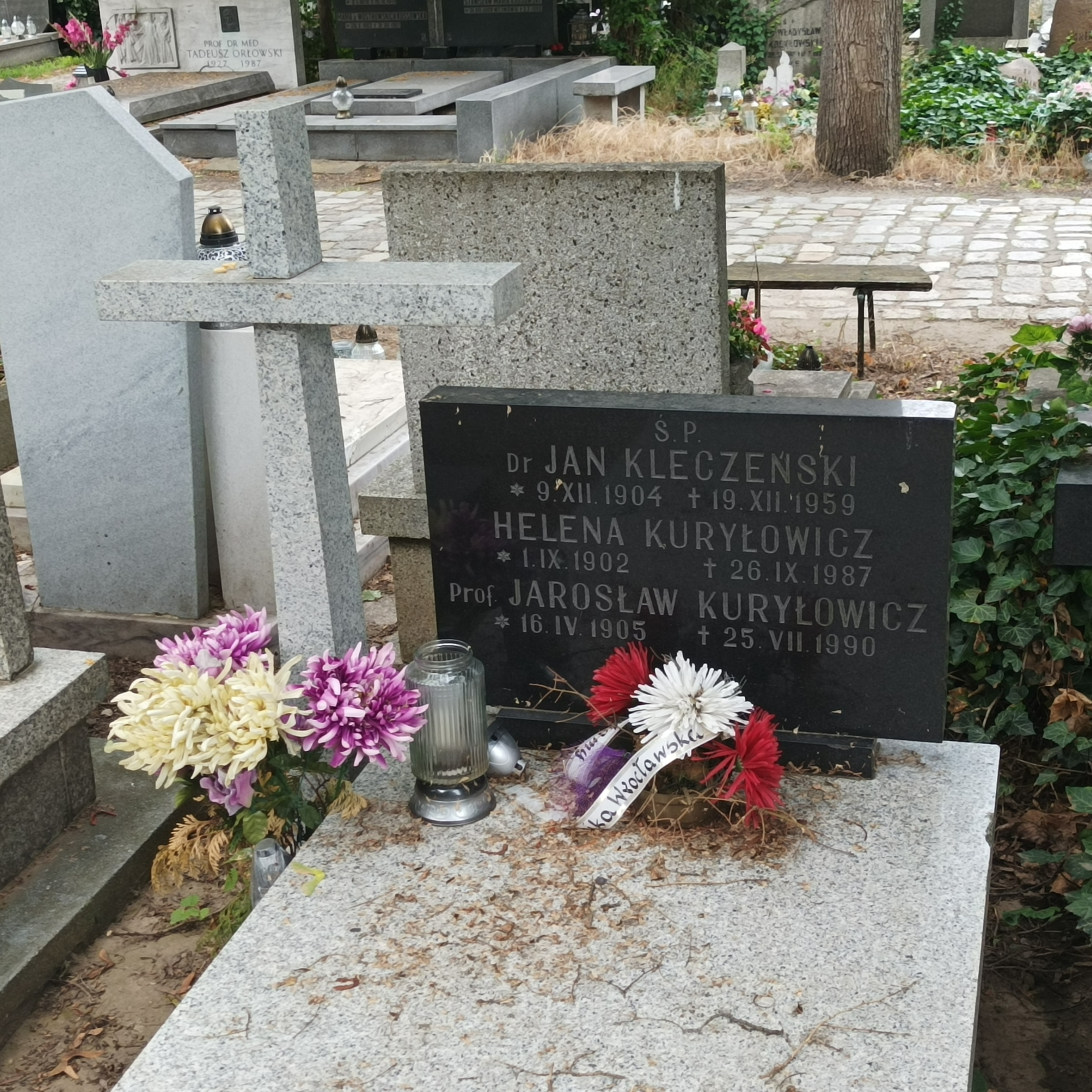
Grób prof. Jarosława Kuryłowicza na Cmentarzu Świętego Warzyńca we Wrocławiu